# ميغيل أنخيل أيالا
ميغيل أنخيل أيالا (بالإسبانية: Miguel Ángel Ayala)‏ هو مدرب كرة قدم ولاعب كرة قدم تشيلي، ولد في 26 يوليو 1981 في تالكا في تشيلي. لعب مع Deportes Linares ‏.

## وصلات خارجية
- ميغيل أنخيل أيالا على موقع قاعدة بيانات كرة القدم.إي يو (الإنجليزية)
- ميغيل أنخيل أيالا على موقع Soccerway.com (الإنجليزية)
- ميغيل أنخيل أيالا على موقع AS.com (الإسبانية)